# Jean-Christophe Fromantin
Jean-Christophe Fromantin (*Nantes 30 augustus 1962) is een Frans politicus. 
Na een studie economie was hij werkzaam als ondernemer en was eigenaar van een handelsonderneming. In 2008 werd hij gekozen tot burgemeester van Neuilly-sur-Seine en in 2012 werd hij als partijloos politicus in de Nationale Vergadering gekozen waar hij sindsdien het departement Hauts-de-Seine vertegenwoordigt. In 2011 richtte hij de politieke partij Territoires en mouvement (TeM) op die aanvankelijk deel uitmaakte van de Union des démocrates et indépendants (UDI). 
In mei 2014 stelde Fromantin zich kandidaat als voorzitter van de UDI, maar hij werd al in de eerste ronde (oktober 2014) uitgeschakeld. In december 2015 verbraken Fromantin en zijn TeM de betrekkingen met de UDI. Als gevolg hiervan verliet Fromantin de fractie van de UDI in de Nationale Vergadering en hij zit sindsdien als fractieloos politicus in het lagerhuis.
Fromantin is teleurgesteld over het partijpolitieke bestel in Frankrijk en zet zich in om het maatschappelijk middenveld te reactiveren. Hij heeft voor dit doel het internetplatform 577.fr opgericht, waar burgers hun ideeën over overheid en samenleving kunnen aandragen. Via dit platform zoekt hij ook 577 personen die zich kandidaat willen stellen voor de parlementsverkiezingen van 2017.
Jean-Christophe Fromantin is een van de voornaamste promotors van kandidatuur van Frankrijk voor de Wereldtentoonstelling in 2025 (Expo France 2025).